# Jimmy Uso
Jimmy Uso, pseudonimo di Jonathan Solofa Fatu (San Francisco, 22 agosto 1985), è un wrestler statunitense sotto contratto con la WWE.
È un otto volte campione di coppia, avendo vinto cinque volte lo SmackDown Tag Team Championship e tre volte il Raw Tag Team Championship (in entrambi i casi assieme al fratello Jey). Il loro quinto regno come SmackDown Tag Team Champions è il più lungo per qualsiasi titolo di coppia nella storia della WWE.
In precedenza gli Usos si sono esibiti nella Florida Championship Wrestling, dove hanno vinto una volta l'FCW Florida Tag Team Championship.
Insieme ai fratelli Jey Uso e Solo Sikoa, è un wrestler di seconda generazione, in quanto figlio di Rikishi.

## Carriera

### Circuito indipendente (2007–2009)
Debuttò con il suo vero nome l'8 giugno 2007 nella World Xtreme Wrestling insieme al fratello Joshua, nel tag team chiamato The Fatu Twins a Milton, in Florida.
Il 12 dicembre 2018 lottò, sempre al fianco del fratello (stavolta come The Samoan Soldiers), un match nella National Wrestling Alliance, precisamente all'evento NWA Prime Time a Columbus, in Georgia, come Josh Fatu.
Nel 2009, i due lottarono in due match per l'Xtreme Championship Wrestling a Decatur e North Richland Hills, in Texas.

### WWE (2009–presente)

#### Competizione singola (2023–presente)
Una volta aver lasciato la Bloodline e il fratello Jey (trasferitosi a Raw), Jimmy rimase a SmackDown e iniziò una carriera da singolo, anche se poco dopo tornò nei ranghi della stable. Il 7 ottobre, a Fastlane, Jimmy e Solo Sikoa vennero sconfitti da John Cena e LA Knight. Nella puntata di Raw del 16 ottobre, il suo gemello, Jey insieme a Cody Rhodes hanno perso i titoli di coppia contro Finn Bálor e Damian Priest proprio per un intervento di Jimmy. Il 27 gennaio a Royal Rumble, partecipò all'omonimo incontro entrando col numero 2 ma venne eliminato da Bron Breakker. Il 19 febbraio, Jimmy Uso, intervenne ancora una volta contro il fratello, facendolo perdere un mach valido per l'Intercontinental Championship contro Gunther. Tutti questi attacchi al fratello, portano i due a sfidarsi a WrestleMania XL, con Jey che riesce a sconfiggere Jimmy.
Nella settimana successiva a WrestleMania, vista l'assenza di Roman Reigns, Solo si autonominò leader della Bloodline, cacciò dalla stable Jimmy Uso e reclutò al suo posto Tama Tonga, Tonga Loa e Jacob Fatu. Dopo sei mesi d'assenza, il 5 ottobre, a Bad Blood tornò aiutano Reigns e Cody Rhodes a sconfiggere Sikoa e Fatu. Nella puntata di SmackDown del 11 ottobre, è tornato a combattere, perdendo contro suo fratello minore, Sikoa.

## Vita privata
Fratello gemello di Jey Uso e fratello maggiore di Solo Sikoa, è figlio del wrestler Rikishi. Facente parte di una estesa famiglia di wrestler samoani, è parente di Umaga, di Roman Reigns, di Yokozuna e molti altri.
È sposato dal 2014 con la collega Naomi.
Il 15 febbraio 2019, è stato arrestato per resistenza a pubblico ufficiale e ne è uscito subito dopo pagando una cauzione. Il 25 luglio 2019 e il 6 luglio 2021 è stato arrestato per guida in stato di ebbrezza ma è uscito subito su cauzione.

## Personaggio

### Mosse finali
- Uso Splash (diving splash)
- Superkick
- Tequila Sunrise (boston crab)[22]

## Titoli e riconoscimenti
- CBS Sports

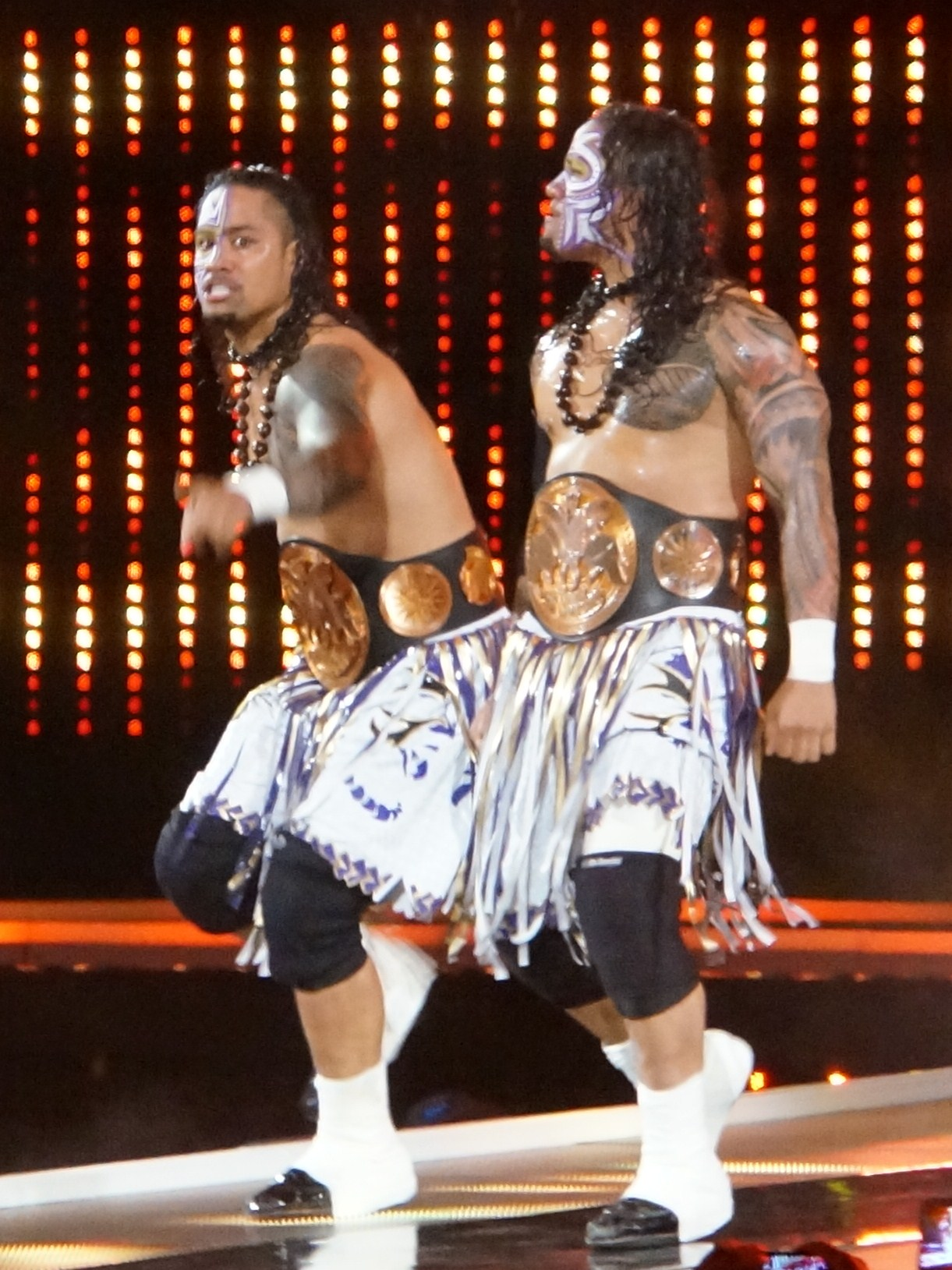
Gli Usos con il WWE Tag Team Championship, titolo che hanno vinto per tre volte

  - Tag Team of the Year (2018) - con Jey Uso

- Florida Championship Wrestling
  - FCW Florida Tag Team Championship (1) – con Jey Uso

- Pro Wrestling Illustrated
  - Tag Team of the Year (2014) - con Jey Uso

- - 25º tra i 500 migliori wrestler singoli nella PWI 500 (2014)

- Rolling Stone
  - Actual Match of the Year (2017) - con Jey Uso vs. The New Day
  - Tag Team of the Year (2017) - con Jey Uso

- WWE
  - WWE SmackDown Tag Team Championship (5) – con Jey Uso
  - WWE Raw Tag Team Championship (3)[23] – con Jey Uso
  - Slammy Award (2)
    - Tag Team of the Year (edizione 2014, edizione 2015) - con Jey Uso